# Terry Trotter
Terry William Trotter (* 10. Mai 1940 in Los Angeles) ist ein amerikanischer Jazz- und Studiomusiker (Piano und Gesang). Er lebt in Los Angeles.

## Leben und Wirken
Nach eigenen Angaben wuchs er in Glendale, einem Ort in Kalifornien auf. Seine Mutter war eine Pianistin; seine Schwester ist die Opernsängerin Linda Trotter. Er erhielt ab dem fünften Lebensjahr Klavierunterricht. Ab 1955 spielte er professionell, zunächst mit Charles Lloyd und Don Cherry. Dann arbeitete er mit Bobby Hutcherson, den Lighthouse All-Stars, Lena Horne und Joe Pass. Zwischen 1968 und 1973 begleitete er Chet Baker; bis in die 1980er Jahre gehörte er zur Band von Charlie Shoemake, ab 1984 zu der von Larry Carlton.
Er hat Platten aufgenommen mit namhaften Künstlern wie Frank Sinatra, Ella Fitzgerald, Natalie Cole, Celine, dem Produzenten David Foster und vielen anderen.
Trotter ist dem breiteren Publikum vor allem durch die Titelmusik der Sitcom Alle lieben Raymond bekannt.
Er selbst spielte auch eigene Alben ein, wie etwa It’s about Time von 1993, wobei er nicht nur als Pianist in Erscheinung trat, sondern auch selbst einige Stücke sang, wie auch 1999 für das Album Sondheim Collection. 2010 veröffentlichte er gemeinsam mit Chuck Berghofer und Peter Erskine das Jazzalbum Live @ Charlie O's.

## Diskographie (Auswahl)

### Piano (Auswahl)
- 1960: Eastern Lights für Lennie McBrown
- 1976: Mad About the Boy für Cybill Sheperd
- 1981: Away From the Crowd für Charlie Shoemake
- 1984: Sometime Yesterday für Charlie Shoemake
- 1988: Collection für Larry Carlton
- 1988: Time No Longer für Kazu
- 1991: Flying Colours für Grant Geissman
- 1993: It’s about Time
- 1993: Philharmonic Standard Time zusammen mit Thomas Stevens
- 1994: Duetts II für Frank Sinatra
- 1994: Emerald Blue für Jan Stevens
- 1994: Great American Songwriters [Laserlight] für diverse
- 1994: Great American Songwriters für George und Ira Gershwin
- 1994: Holly & Ivy für Natalie Cole
- 1994: Miracle on 34th Street für Bruce Broughton
- 1994: Timepiece für Kenny Rogers
- 1995: Christmas Album für David Foster
- 1995: Company…In Jazz für Trotter Trio
- 1995: Funny Thing Happened on the Way to the Forum…In Jazz für The Trotter Trio
- 1995: Stephen Sondheim’s Sweeney Todd In Jazz für Trotter Trio
- 1996: Michael Legrand Album für Trotter Trio
- 1996: Stardust für Natalie Cole
- 1997: Basset Hound Blues für Jim Self
- 1997: Brazilian Horianzons für diverse
- 1997: Mgm Album für Debbie Gravitte
- 1998: Follies [Original Cast Highlights] für Trotter Trio
- 1998: Kick Ass Brass für diverse
- 1998: These Are Special Times für Céline Dion
- 1999: Alphaville (Soundtrack)
- 1999: Just the Ticket (Soundtrack)
- 1999: Love Ballads: Late Night Jazz für diverse
- 1999: Magic of Christmas für Natalie Cole
- 1999: Snowfall on the Sahara für Natalie Cole
- 2000: All-Star Christmas [Sony 2000] für diverse
- 2000: Greatest Hits, Vol. 1 für Natalie Cole
- 2001: Bandland/Revolution in Sound für Les Brown

## Filmographie

### Musik
- 1996: Alle lieben Raymond (TV-Serie)
- 2005: Alle lieben Raymond: Der letzte Lacher (TV-Serie)
- 2008: Jefferson Davies: Ein amerikanischer Präsident (TV)

## Lexigraphische Einträge
- Leonard Feather, Ira Gitler: The Biographical Encyclopedia of Jazz. Oxford University Press, New York 1999, ISBN 0-19-532000-X.